# Provinz Brabant

Die ehemalige Provinz Brabant ist heute in Wallonisch-Brabant, Flämisch-Brabant und die Region Brüssel-Hauptstadt unterteilt.

Brabant war eine Provinz im geographischen Zentrum des Königreiches Belgien mit Verwaltungssitz in Brüssel. Die Fläche betrug 3358 km2. Sie war die einzige Provinz des Landes, die sich über zwei Sprachgebiete und drei Regionen erstreckte. Der Name der Provinz verwies auf das historische Herzogtum Brabant.

## Geschichte
Die Provinz entstand 1815 zunächst unter dem Namen Südbrabant aus dem französischen Département Dyle, nachdem das Königreich der Vereinigten Niederlande (1815 bis 1830) aufgrund der auf dem Wiener Kongress getroffenen Vereinbarungen dem Haus Oranien-Nassau zugeordnet worden war. 1830 trennte sich der südliche Teil des Königreichs, der in der Folge Königreich Belgien genannt, aber erst 1839 von den Niederlanden anerkannt wurde.
Die Provinz wurde im Zuge der mit dem flämisch-wallonischen Konflikt verbundenen Föderalisierung Belgiens im Jahre 1995 entlang der Grenze zwischen dem niederländischen Sprachgebiet im Norden sowie dem französischen Sprachgebiet im Süden in die Provinzen Flämisch-Brabant (Teil der Flämischen Region) und Wallonisch-Brabant (Teil der Wallonischen Region) geteilt. Die Region Brüssel-Hauptstadt übernahm für das eigene Gebiet die Provinzbefugnisse und gilt seitdem als provinzfrei.